# Mehdi Safari

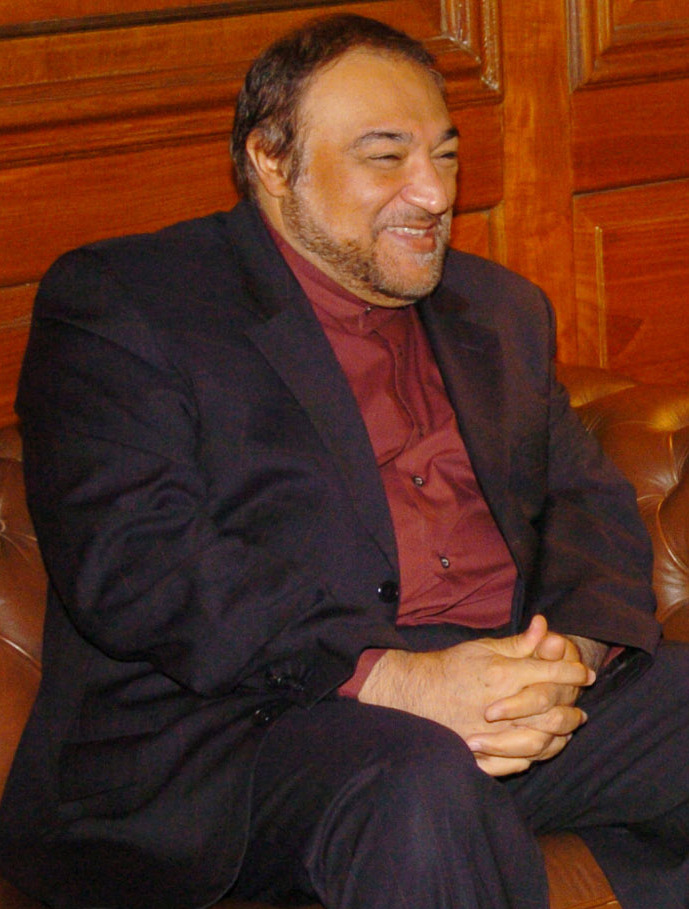
Mehdi Safari (2007)

Mehdi Safari (persisch مهدی صفری‎; * 1951) ist ein iranischer Diplomat im Ruhestand, der seit 2016 Aufsichtsratsvorsitzender der Telecommunication Company of Iran ist.

## Werdegang
1985 war er Geschäftsträger in Abu Dhabi.
Von 19. November 1991 bis 1995 war er Botschafter in Wien.
Von 1996 bis 2002 war er Botschafter in Moskau.
2002 wurde er zum Ambassador-at-large für die Aralo-Kaspische Niederung ernannt.
2006 wurde er zum Stellvertretenden Außenminister - Deputy Foreign Minister-Asien-Ozeanien-Gemeinschaft Unabhängiger Staaten und 2008 zum Deputy Foreign Minister-Europa ernannt.
Er erhielt ein Visum für das Vereinigte Königreich, wurde am 19. Oktober 2009  zum Ambassador to the Court of St James’s ernannt, Ali Ahani sollte ihn als deputy foreign minister for European affairs ablösen.
Am 16. März 2010 wurde er zum Botschafter in Peking ernannt, wo er von 30. Juli 2010 bis 2. September 2014 akkreditiert war.